# GLACIER (アルバム)
『GLACIER』（グレイシア）は、松井常松の作品。東芝EMI/EASTWORLDから1994年9月21日に発売された3rdシングル（規格品番：TODT-3303）および、1994年10月19日に発売された5thアルバム（規格品番：TOCT-8586）。

## 内容
タイトル曲「GLACIER」はTBS系「所さんのワーワーブーブー」エンディング・テーマ。シングル・アルバムともタイトルが同一なのは前作『あの頃僕らは』から続いている。布袋寅泰、ホッピー神山らがゲスト参加している。

## シングル収録曲
全作曲：松井常松　編曲：藤井丈司
1. GLACIER
作詞：松井常松
2. CITY
作詞：森雪之丞・松井常松

## アルバム収録曲
全作曲：松井常松　
1. GLACIER
作詞：松井常松　編曲：藤井丈司
2. PANORAMA
作詞：森雪之丞　編曲：ホッピー神山
3. CITY
作詞：森雪之丞・松井常松　編曲：藤井丈司
4. HEROINE
作詞：森雪之丞・松井常松　編曲：藤井丈司
5. COWBOY
作詞：松井常松　編曲：藤井丈司
6. LOVE ME
作詞：松井常松　編曲：ホッピー神山
7. KILL THE PAIN
作詞：松井常松　編曲：ホッピー神山
8. 月のしずく
作詞：松井常松　編曲：藤井丈司
9. 窓の外
作詞：松井常松　編曲：藤井丈司
10. WEDNESDAY
作詞：森雪之丞・松井常松　編曲：藤井丈司